# ノッキンオン・ロックドドア
『ノッキンオン・ロックドドア』（英語: KNOCKIN'ON LOCKED DOOR）は、青崎有吾による日本の推理小説シリーズ。
シリーズ初出は『読楽』（徳間書店） 2014年10月号掲載の同題短編。既刊2巻が徳間書店より単行本および文庫本（徳間文庫）にて刊行されている（2022年11月時点）。
不可能〈HOW〉な状況のトリックを推理する御殿場倒理と、現場に残された遺留品など不可解〈WHY〉な状況から理由や動機を解明する片無氷雨の探偵バディが難事件の解決に挑む。
2023年7月より、テレビ朝日系列にて松村北斗（SixTONES）と西畑大吾（なにわ男子）のW主演でテレビドラマが放送された。

## あらすじ
探偵事務所「ノッキンオン・ロックドドア」には二人の探偵がいる。HOW(不可能)専門の御殿場倒理。そしてWHY(不可解)専門の片無氷雨。二人の周りには個性豊かな人物がいる。二人の大学のゼミの同級生であり警視庁に勤務している穿地決や、探偵事務所でアルバイトをしている薬師寺薬子、仲介屋の神保剽吉などに囲まれながら、二人は事件の謎を解いていく。そして二人の探偵と穿地決の大学のゼミの同級生である糸切美影。彼は５年前のある事件から姿を消し、現在は犯罪コンサルタントとして働いていた。彼が作った謎を解いていく倒理と氷雨。そしてそれは５年前、倒理ら4人の間に起こったある”事件”の解決へと繋がっていく。

## 登場人物

### ノッキンオン・ロックドドア
インターホンもドアチャイムもノッカーもない探偵事務所。御殿場倒理と片無氷雨が共同経営している。
御殿場 倒理（ごてんば とうり）
密室犯罪など、「不可能」犯罪のトリックの解明を得意とする「HOW」専門探偵。
人の気持ちが理解できず、傍若無人な言動を繰り出す変人。真夏でもタートルネックを着用する。
片無 氷雨（かたなし ひさめ）
現場の遺留品などから、「不可解」な動機や理由を読み解く「WHY」専門探偵。
常識的な性格の持ち主。通称「地味眼鏡」。
その地味さから、依頼人に倒理の助手だと間違えられることもしばしば。
薬師寺 薬子（やくしじ くすりこ）
探偵事務所のアルバイト。女子高生。

### 周辺人物
穿地 決（うがち きまり）
警視庁捜査一課の刑事。警部補。大学時代、氷雨と同じゼミ。
糸切 美影（いとぎり みかげ）
犯罪トリックの考案者。大学時代、氷雨と同じゼミ。自身の関わった事件の現場などにチープ・トリックの歌詞を残すことがある。
神保 剽吉（じんぼう ひょうきち）
依頼人を探偵に斡旋する仲介屋。

## シリーズ一覧
ノッキンオン・ロックドドア
- 単行本：2016年4月8日[2][3]、徳間書店、ISBN 978-4-19-864136-8
- 文庫本：2019年3月8日[4]、徳間文庫、ISBN 978-4-19-894446-9

| タイトル                   | 初出                     |
| -------------------------- | ------------------------ |
| ノッキンオン・ロックドドア | 『読楽』2014年10月号[5]  |
| 髪の短くなった死体         | 『読楽』2014年12月号[6]  |
| ダイヤルWを廻せ!           | 『読楽』2015年3月号[7]   |
| チープ・トリック           | 『読楽』2015年4月号[8]   |
| いわゆる一つの雪密室       | 『読楽』2015年11月号[9]  |
| 十円玉が少なすぎる         | 『読楽』2015年12月号[10] |
| 限りなく確実な毒殺         | 書き下ろし               |

ノッキンオン・ロックドドア2
- 単行本：2019年11月22日[11]、徳間書店、ISBN 978-4-19-864967-8
- 文庫本：2022年11月9日[12]、徳間文庫、ISBN 978-4-19-894799-6

| タイトル                   | 初出                     |
| -------------------------- | ------------------------ |
| 穴の開いた密室             | 『読楽』2017年12月号[13] |
| 時計にまつわるいくつかの嘘 | 『読楽』2018年2月号[14]  |
| 穿地警部補、事件です       | 『読楽』2018年7月号[15]  |
| 消える少女追う少女         | 『読楽』2019年2月号[16]  |
| 最も間抜けな溺死体         | 特設サイトに掲載         |
| ドアの鍵を開けるとき       | 書き下ろし[17]           |

## 漫画
装画を担当した有坂あこによる書き下ろし紹介ミニマンガが2016年4月7日から、原作小説の公式サイトにて掲載されている。
また、繭つ麦の作画によるコミカライズ版が2022年7月31日から、ウェブトゥーン配信アプリ『Hykecomic』（コピンコミュニケーションズジャパン）にて連載された。全29話。

## テレビドラマ
2023年7月29日から9月23日まで、テレビ朝日系「オシドラサタデー」枠で放送された。主演は松村北斗（SixTONES）と西畑大吾（なにわ男子）。

### キャスト

#### 主要人物
探偵事務所「ノッキンオン・ロックドドア」の探偵バディ。
御殿場倒理（ごてんば とうり）〈28〉
演 - 松村北斗（SixTONES）
密室犯罪など「不可能」な犯罪のトリックの解明を得意とする「HOW」専門探偵。
人の気持ちが理解できず、傍若無人な言動を繰り出す変人。真夏でもタートルネックを着用する。料理男子。
片無氷雨（かたなし ひさめ）〈28〉
演 - 西畑大吾（なにわ男子）
現場の遺留品から、「不可解」な動機や理由などを読み解く「WHY」専門探偵。
常識的な性格の持ち主。スーツ姿の「地味眼鏡」。

#### 周辺人物
穿地決（うがち きまり）〈28〉
演 - 石橋静河
警視庁刑事部捜査一課刑事。キャリア組。倒理と氷雨の大学時代の同級生。首の骨をよく鳴らす。
第8話で6年前の密室殺人未遂事件に絡み、警視庁を退官する。
薬師寺薬子（やくしじ くすりこ）〈17〉
演 - 畑芽育
「ノッキンオン・ロックドドア」で家政婦のアルバイトをする女子高生。
小坪清太郎（こつぼ せいたろう）〈45〉
演 - 駒木根隆介
警視庁刑事部捜査一課刑事。穿地の相棒かつお目付け役。
糸切美影（いときり みかげ）〈28〉
演 - 早乙女太一
犯罪コンサルタント。殺人を目論む依頼人にトリックを指南している。
倒理、氷雨、穿地とは大学時代の同級生。天川教授の犯罪社会学ゼミに属していたが、卒業を前に失踪している。
神保飄吉（じんぼう ひょうきち）〈40〉
演 - 角田晃広
「ノッキンオン・ロックドドア」に依頼人を斡旋する仲介屋。元探偵。
天川考四郎（あまがわ こうしろう）〈55〉
演 - 渡部篤郎
春望大学社会学部の教授。倒理と氷雨の恩師。
「観察」と「推論」の大切さを叩き込み、倒理と氷雨が難事件で行き詰った際は助言を与える。

#### ゲスト

##### 第1話
四ノ宮由希子（しのみや ゆきこ）〈60〉
演 - 高畑淳子
英夫の妻。結婚を機に英夫のサポートに専念するが、もともとは才能あふれる画家であった。
四ノ宮竜也（しのみや りゅうや）〈22〉
演 - 望月歩
英夫と由希子の一人息子。美大に進学し、画家を目指している。
寺本健二（てらもと けんじ）〈47〉
演 - 山崎樹範
四ノ宮家に出入りする画商。
四ノ宮英夫（しのみや ひでお）〈60〉
演 - 信太昌之
有名画家。中から鍵がかけられ密室状態のアトリエで、背中を刺され絶命しているのが発見される。
壁に飾られていたはずの代表作はすべて床に放たれ、そのうちの1枚が真っ赤に塗りつぶされていた。
立川らく兵
演 - 立川らく兵（本人役、第2話）
糸切美影が客席から見つめる落語家。

##### 第2話
浦和敬人（うらわ けいと）〈47〉
演 - 丸山智己（第3話）
南雲の政治秘書。南雲と二人三脚で政界をのし上がってきた。
南雲弘伸（なぐも ひろのぶ）〈60〉
演 - 大河内浩（第3話）
元衆議院議員。3年前の国土交通大臣時に不正献金疑惑で世を騒がせた。捲土重来を期し、政界再登板を狙って主催したパーティーのスピーチ中に突然苦しみ出し、搬送先で死亡。
現場から古典落語『死神』の一節が書かれた紙と毒が入れられた瓶が発見され、糸切の指南したトリックによる、衆人環視の毒殺と見なされる。
堀田浩一郎（ほった こういちろう）〈34〉
演 - 長田成哉（第3話）
南雲議員事務所の運転手。
川岸俊哉（かわぎし としや）〈38〉
演 - 生島勇輝（第3話）
南雲が殺害されたホテルの給仕係チーフ。
香山聡美（かやま さとみ）〈28〉
演 - 永島聖羅（第3話）
南雲が殺害されたホテルの給仕係。
外国人店主
演 - ヤセル
中古車店「エヌ・ストーリー」の外国人店主。氷雨を倒理の助手と勘違いし、倒理の選んだ車を購入するように促す。
吉澤楓（よしざわ かえで）〈32〉
演 - 畦田ひとみ（第3話）
南雲議員事務所の事務員。
立川志獅丸
演 - 立川志獅丸（本人役）（第3話）
演芸場で古典落語『死神』をかける落語家。

##### 第3話
佐野奈々（さの なな）〈28〉
演 - 手塚真生
強風時の作業でクレーンの転倒で事故死したクレーン運転手・佐野良介の妻。
南雲が国交大臣時代、八王子市に建設予定の新病院の工事で、強行工事を指示していたと夫から聞かされており、彼に真実を述べるよう詰め寄る。
クレーン転倒事故で5名の作業員も巻き添えで亡くなり、遺族から責任を問われたのを苦に自殺する。

##### 第4話
高橋優花（たかはし ゆうか）〈17〉
演 - 藤野涼子（第3話・第5話）
池袋のお嬢様学校・ミゲル女学院の女子高生。ノキドアの二人に行方不明となった友人・潮路岬の捜索を依頼する。
潮路岬（しおじ みさき）
演 - 藤野涼子（第5話）
鷺沢女子高校の女子高生。午後7時過ぎ、新池谷駅の線路の地下通路を渡ったはずが忽然と姿を消してしまう。
失踪は、周囲から自分がどのように思われているか聞き出すための狂言であったが、意図せずして沢田葵の救出に繋がる。
本庄真琴（ほんじょう まこと）〈16〉
演 - あかせあかり（第5話）
さぎさわ寮での岬のルームメイト。
教師
演 - かなで（3時のヒロイン）
岬のクラス担任。岬は普通の生徒だと、聞き込み調査をする倒理に教える。
真鍋俊樹（まなべ としき）〈45〉
演 - 中村祐志（第5話）
岬にスイミングスクールの裏庭で話を立ち聞きされた男性。
大手警備会社エニタイム・セキュリティ勤務の男で、犯罪グループの指示役・監視役を務め少女を拉致し、親族の会社の機密情報を狙っていた。
八島孝弘（やじま たかひろ）〈30〉
演 - 田野倉雄太
岬が通っていたスイミングスクールのコーチ。裏庭で帰ろうとする岬を見ていた男がいたと倒理と氷雨に教える。
主婦
演 - 丸純子（第5話回想）
岬が通っていたスイミングスクールに通う中年女性。岬が忘れていったゴーグルを倒理と氷雨に渡す。
店主
演 - 中野英樹
個人商店の店主。トラックの整備作業中に倒理と氷雨から防犯カメラの映像を見せて欲しいと頼まれる。
女子高生
演 - 倉沢杏菜、三田村杏子、庵原涼香
岬のクラスメイト。岬は普通で余り印象がない生徒だと、聞き込み調査をする倒理に教える。

##### 第5話
男
演 - 向田翼、尾野透雅
真鍋の犯罪グループ。真鍋の指示で沢田葵を拉致・監禁する。
沢田葵（さわだ あおい）〈17〉
演 - 城月芽依
真鍋の犯罪グループに拉致された、峰白高校に通う女子学生。

##### 第6話
サイトウ
演 - 犬山イヌコ
主婦。知人宅に向かう途中、男たちが路地裏で揉めている場面に遭遇し逃げるが、その場にクリーニング店のポイントカードを落とす。
その後、公衆電話から不審な電話が自宅にかかってきて、所在を確認されると、現れた男性に刃物で刺されるが一命を取り留める。
佐々木亘（ささき わたる）〈32〉
演 - 泉拓磨
薬子が登校時、すれ違いざまに「10円玉が少なすぎる。あと5枚は必要だ」と携帯電話で通話していた時計柄のネクタイをした30代会社員風の男。
何かを目撃した住所と苗字だけは判明している主婦を、身元がバレないよう公衆電話で通話して所在を探し当てようとしていた男性とノキドアの二人に推理される。
男女
演 - 川瀬陽太、佐藤京
氷雨が浮気調査する中年男性と、若い女性の不倫カップル。
男性は「7年は長すぎる、手間だが1年でやれないことはない」とつぶやいたのを氷雨に聞かれる。
妻が邪魔になった男性が、妻を殺害し、失踪7年の死亡者宣告を遺体発見で1年で済ませようとしていたと推理される。
佐々木の仲間
演 - バーガー長谷川
後に空き家で遺体が発見される男性に路地裏で暴行していたのを主婦に目撃された男性。その場に佐々木と一緒にいた。
男性
演 - 玉置康二
上記の女性が揉め事を目撃した路地裏で見つかった血痕のDNAと一致する、空き家で遺体が発見された男性。
店員
演 - 松尾竜兵
氷雨が浮気調査で入店した鉄板ダイニングのシェフ。

##### 第7話
上野美貴（うえの みき）〈35〉
演 - 市川由衣（第8話）
NPO団体「アカルイミライ」に所属する女性。ライフル射撃大会の入賞経験を持つが1年前に引退している。
所属するNPO団体が『料亭放火殺人事件』の再審請求を懸命に支援していたことから、道隆殺害の重要参考人として浮上する。
1年前に「アカルイミライ」の代表・宍戸とともに歩道橋から転落し負傷している。
片桐佳代子（かたぎり かよこ）〈35〉
演 - 入山法子（第8話）
道隆の妻。ドンという物音に驚き、道隆の部屋に行き、彼の遺体を発見する。
砂貝真（すながい まこと）〈56〉
演 - 佐戸井けん太
警視庁の参事官。穿地の伯父。
片桐浩介（かたぎり こうすけ）〈63〉
演 - 岩谷健司（第8話）
東京高検検事長。道隆の父親。息子夫婦と二世帯同居している。
片桐道隆（かたぎり みちたか）〈40〉
演 - 朝井大智（第8話）
検察官。遮光カーテンが閉まった書斎に1人でいたところをライフルで射殺された『検事射殺事件』の被害者。
10年前担当した『料亭放火殺人事件』の再審請求に不服申し立てを行い、再審の道を閉ざした。
殺害現場からは季節外れのツマキチョウの成虫の死骸が発見された。
記者
演 - 浜田学（第8話）
スチールカメラを持って穿地決を追う男性。倒理はマスコミの人間だろうと推察する。
穿地と糸切の関係を探っており、穿地本人から自身の情報の提供と引き換えに『検事射殺事件』の真相を記事にするよう交渉される。
宍戸大樹（ししど だいき）
演 - 水間ロン
「アカルイミライ」の代表。団体の設立者。美貴の高校時代の同級生。
『料亭放火殺人事件』で新たなアリバイ証言を得たことから、堂島の再審請求を申し立てるが、1年前に歩道橋から美貴とともに転落し、頭部強打で死亡している。
佐伯克己（さえき かつみ）〈30〉
演 - 續木淳平
『料亭放火殺人事件』で支配人を殺害した真犯人。
そのことを突き止めた宍戸を歩道橋から突き落とし事故に見せかけ殺害した様子を美貴に目撃されている。
堂島健太郎（どうじま けんたろう）〈30〉
演 - 長岩健人（第8話）
10年前に支配人の森田を殺害した容疑で逮捕された板前見習い。売上を盗もうとしたのを森田に見つかったため殺害し、料亭に火をつけたとされている。
逮捕後、一貫して無罪を主張していたが検察に立件され、凶器の包丁に被害者の血痕と自身の指紋が検出されたため無期懲役の刑が確定した。
森田広也（もりた ひろや）〈50〉
演 - 崚
10年前に刺殺された料亭「千波楼」の支配人。
立川笑二
演 - 立川笑二（本人役）
演芸場で上方落語『算段の平兵衛』をかける落語家。

##### 第8話
久保田聡子（くぼた さとこ）〈65〉
演 - 大沼百合子
片桐佳代子の母。下総屋食堂の女将。娘の佳代子は、エリート検事の妻として交友関係や服装にまで夫の指示に従っていたと氷雨に伝える。
キャスター
演 - 野村真季（テレビ朝日アナウンサー）
「EXNN NEWS」のアナウンサー。検事射殺事件の容疑者が全面自供したニュースを伝える。この事件で『料亭放火殺人事件』の再審が始まる。

##### 最終話
君塚実（きみづか みのる）〈35〉
演 - 梅田誠弘
杉好の知人。ボウガンを使って杉好の飼い犬を殺害した。
杉好公伸（すぎよし きみのぶ）〈35〉
演 - 岡本智礼
楽器店勤務。飼い犬ブッチを殺された被害者。
依頼人とその連れ
演 - 仲間由紀恵、岩川晴
「ノッキンオン・ロックドドア」に現れた新たな依頼人。

### スタッフ
- 原作 - 青崎有吾『ノッキンオン・ロックドドア』（徳間書店）
- 脚本 - 浜田秀哉[1]
- 音楽 - fox capture plan[1]
- 主題歌
  - SixTONES「CREAK」（ソニー・ミュージックレーベルズ）[60]
  - なにわ男子「Missing」（ジェイ・ストーム）[60]
- 料理監修 - ぐっち夫婦
- フードコーディネーター - 石田有花
- 警察監修 - 石坂隆昌
- 看護指導 - 布施友里恵（株式会社ケイエスエス）
- 法科学監修 - 永山大希（法科学鑑定研究所）
- 監督 - 堤幸彦[1]、髙橋洋人、藤原知之、稲留武
- ゼネラルプロデューサー - 中川慎子（テレビ朝日）[1]
- プロデューサー - 田中真由子（テレビ朝日）、尾花典子（ジェイ・ストーム）、長澤佳也（オフィスクレッシェンド）、小林麻衣子（テレビ朝日）[1]
- 制作協力 - オフィスクレッシェンド[1]
- 制作 - テレビ朝日、ジェイ・ストーム[1]

### 放送日程
| 話数   | 放送日  | サブタイトル                                     | 原作                      | 監督     |
| ------ | ------- | ------------------------------------------------ | ------------------------- | -------- |
| 第1話  | 7月29日 | 堤幸彦×W探偵ミステリー"煌めきの画家"密室殺人事件 | ノッキンオン･ロックドドア | 堤幸彦   |
| 第2話  | 8月05日 | 限りなく確実な毒殺                               | 限りなく確実な毒殺        | 髙橋洋人 |
| 第3話  | 8月12日 | 限りなく確実な毒殺・解決編                       | 限りなく確実な毒殺        | 髙橋洋人 |
| 第4話  | 8月19日 | 消える少女追う少女                               | 消える少女追う少女        | 稲留武   |
| 第5話  | 8月26日 | 完結! 女子高生失踪事件                           | 消える少女追う少女        | 稲留武   |
| 第6話  | 9月02日 | 堤幸彦×10円玉殺人事件                            | 十円玉が少なすぎる        | 堤幸彦   |
| 第7話  | 9月09日 | 最終章! 検事射殺事件                             | チープ・トリック          | 藤原知之 |
| 第8話  | 9月16日 | 検事射殺事件 衝撃のラスト…!                      | チープ・トリック          | 藤原知之 |
| 最終話 | 9月23日 | 真犯人は誰…禁断の扉が開く時                      | ドアの鍵を開けるとき      | 堤幸彦   |

- 初回は23時 - 翌0時の30分拡大放送。
- 第3話・第4話は『熱闘甲子園』（23時 - 23時30分）[62]に伴う特別編成の関係で30分繰り下げられ、23時30分 - 翌0時に放送。

| テレビ朝日系列 オシドラサタデー                                | テレビ朝日系列 オシドラサタデー                        | テレビ朝日系列 オシドラサタデー       |
| 前番組                                                         | 番組名                                                 | 次番組                                |
| -------------------------------------------------------------- | ------------------------------------------------------ | ------------------------------------- |
| 帰ってきたぞよ!コタローは1人暮らし （2023年4月15日 - 6月10日） | ノッキンオン・ロックドドア （2023年7月29日 - 9月23日） | 単身花日 （2023年10月14日 - 12月9日） |